# Flavio Cotti
Flavio Cotti (Muralto, Cantón del Tesino; 18 de octubre de 1939-Locarno, 16 de diciembre de 2020) fue un político suizo y miembro del Consejo Federal de 1986 a 1999. Fue Presidente de la Confederación Suiza en 1991 y 1998.
Miembro del Partido Popular Demócrata Cristiano que representa al cantón de Ticino, se desempeñó como ministro del Interior y ministro de Relaciones Exteriores de Suiza. En la década de 1990, Cotti lideró los fallidos intentos del gobierno suizo de promover la integración política de Suiza en la Unión Europea.

## Primeros años
Cotti nació en una familia de comerciantes originaria de Prato-Sornico. Después de estudiar Derecho en Friburgo, ejerció la abogacía en Locarno y siguió una carrera política en su Ticino natal como miembro del Partido Popular Demócrata Cristiano.
En 1962, dirigió el recién fundado Partito popolare democratico ticinese. En 1981 fue elegido presidente del Partido Demócrata Cristiano cantonal y se desempeñó como presidente del Partido Nacional de 1981 a 1984.
Cotti fue miembro del parlamento cantonal de 1962 a 1975. Fue elegido para el gobierno cantonal del Ticino en 1975. En 1983, fue elegido miembro de la cámara baja del parlamento nacional, el Consejo Nacional.

## Consejo Federal
Cotti fue elegido miembro del Consejo Federal Suizo el 10 de diciembre de 1986, sucediendo a Alphons Egli, y dimitió el 30 de abril de 1999. Durante su mandato, dirigió el Departamento Federal de Asuntos Internos (1987-1993) y el Departamento Federal de Asuntos Exteriores (1994-1999). Fue presidente de la Confederación dos veces, primero en 1991 y luego en 1998.
La filosofía política de Cotti era de globalismo optimista, y le gustaba ser visto como un visionario y como un homme des lettres. Eurófilo convencido, Cotti fue fundamental para lograr la decisión del Consejo Federal de 1992 de buscar la membresía suiza en la Unión Europea, una medida que fracasó unos meses después cuando los votantes suizos rechazaron la entrada en el Espacio Económico Europeo, bloqueando una mayor integración suiza con la UE. En esta y otras áreas, las visiones de Cotti resultaron incompatibles con la complicada y lenta política de consenso de Suiza, lo que le valió el apodo de "ministro de anuncios" (Ankündigungsminister).
Como ministro de Relaciones Exteriores de Suiza desde 1994, Cotti ayudó a salvar la relación de Suiza con la UE negociando y concluyendo una serie de tratados que ahora rigen las relaciones entre Suiza y la Unión Europea. Dirigió las negociaciones suizas para resolver las reclamaciones de los sobrevivientes del Holocausto contra Suiza y los bancos suizos. Fue un firme defensor de la adhesión de Suiza a las Naciones Unidas, que los votantes aceptaron solo después de su mandato en 2002. Cotti también representó de manera destacada al país en el extranjero, obteniendo reconocimiento internacional como el primer presidente suizo de la OSCE.

## Vida postpolítica
Después de retirarse de la política, Cotti ocupó importantes puestos de asesoría en destacadas empresas suizas, como la junta del Credit Suisse.
Cotti falleció de COVID-19 el 16 de diciembre de 2020, a la edad de ochenta y un años, durante la pandemia de COVID-19 en Suiza.